# چارلستون در جنگ داخلی آمریکا
چارلستون، کارولینای جنوبی، کانون جدایی در آغاز جنگ داخلی آمریکا و شهر بندری مهم اقیانوس اطلس برای ایالات نوپای کنفدراسیون آمریکا بود. اولین شلیک‌ها علیه دولت فدرال، شلیک‌هایی بود که توسط کادرهای ارگ در آنجا انجام شد تا کشتی را از تأمین مجدد فورت سامتر تحت کنترل فدرال بازدارد. سه ماه بعد، بمباران فورت سامتر باعث شد تا نیروهای عظیم فدرال بخواهند شورش را خنثی کنند. اگرچه شهر و استحکامات اطراف آن بارها مورد هدف ارتش اتحادیه و نیروی دریایی قرار گرفت، اما چارلستون تا آخرین ماه‌های جنگ به دست نیروهای فدرال نیفتاد. چارلستون ویران شد.

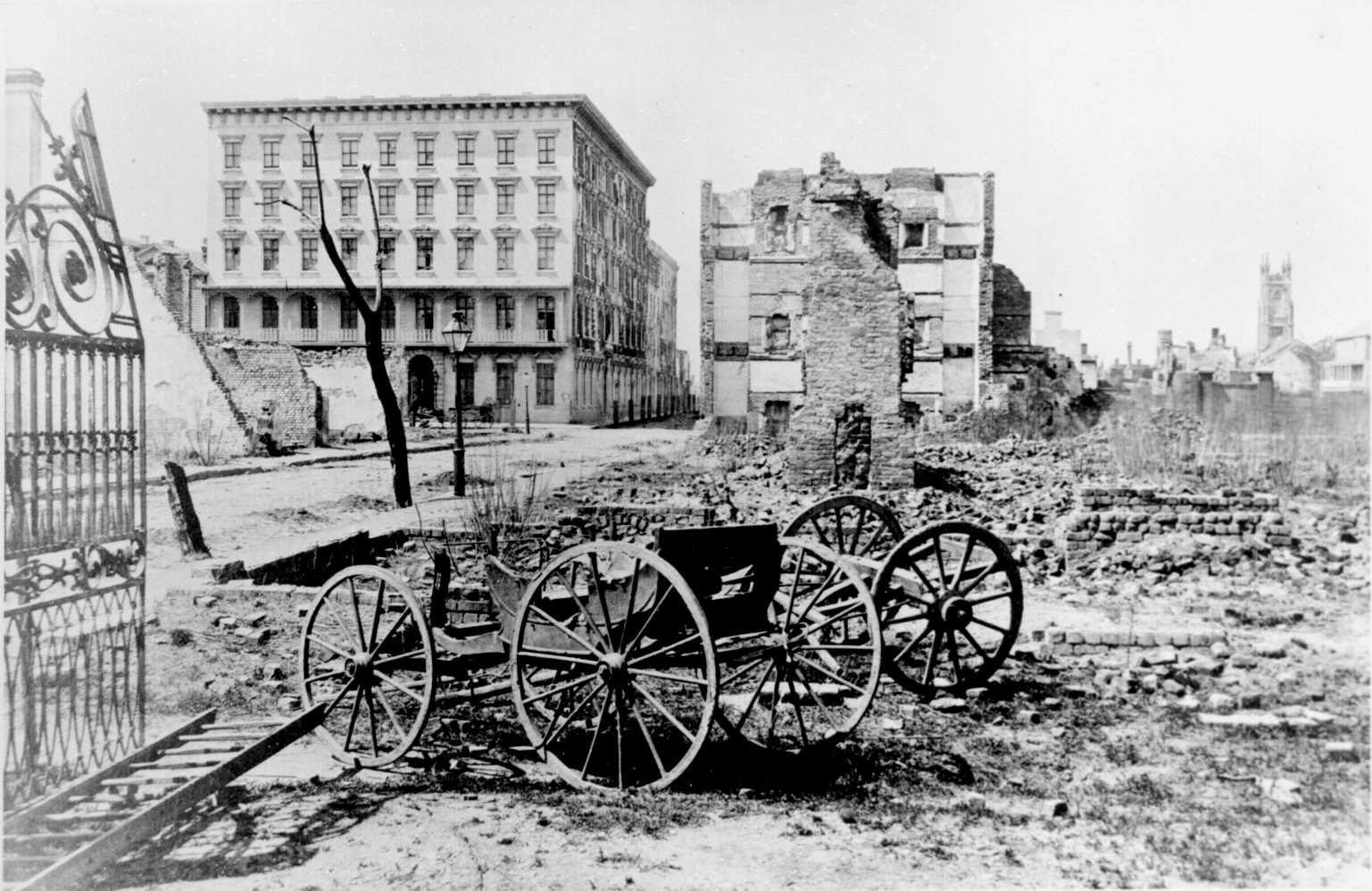
ویرانه‌های خانه میلز و ساختمان‌های مجاور. یک کالسکه آسیب دیده از پوسته و بقایای یک دودکش آجری در پیش زمینه، ۱۸۶۵ قرار دارد.

## سالهای اولیه جنگ
بر اساس سرشماری سال ۱۸۶۰، چارلستون بیست و دومین شهر بزرگ ایالات متحده با ۴۰٫۵۲۲ نفر جمعیت بود. همان‌طور که آتش‌سوزی واشینگتن در سال ۱۸۱۴ نشان داد، شهرهای ساحلی آمریکا در برابر ناوگان متخاصم آسیب‌پذیر بودند. جمهوری ساحلی اقیانوس اطلس شروع به ساختن مجموعه ای از قلعه‌های قابل توجه کرد. فورت سامتر مشهورترین آنها در بندر چارلستون است. همچنین مجموعه ای از دژها و سنگرهای کوچکتر و قدیمی برای محافظت از آن در برابر هرگونه کشتی دشمن وجود داشت.
پس از انتخاب آبراهام لینکلن، کارولینای جنوبی یک کنوانسیون ویژه در چارلستون تشکیل داد تا بار دیگر در مورد اینکه آیا ماندن کارولینای جنوبی در اتحادیه منطقی است، بحث کند. نارضایتی طولانی او از دولت فدرال و دیدگاه بسیاری از شهروندان شمالی در مورد برده داری. آنها معتقد بودند که دیدگاه‌های اعلام شده رئیس‌جمهور منتخب جدید، لغو را به عنوان یک هدف احتمالی دولت وی مطرح کرده‌است. در ۲۰ دسامبر ۱۸۶۰، کنوانسیون جدایی به جدایی کارولینای جنوبی از اتحادیه رای داد. به عنوان اولین ایالتی که این کار را انجام داد، آنها همچنین اعلامیه علل فوری را صادر کردند که در آن تصمیم او برای جدایی از شرکت از ایالت‌های خواهر سابقش توضیح داده شد. با مصالحه میسوری در سال ۱۸۲۰، دفاع از برده داری، بیش از تعرفه‌ها یا حقوق ایالت‌ها، اصلی‌ترین عامل در ایجاد بخشی در کارولینای جنوبی بود. کنوانسیون جدایی اعلام کرد:
ما تأیید می‌کنیم که این اهداف که این دولت برای آن تأسیس شده بود شکست خورده‌است و خود دولت نیز با اقدامات دولتهای غیر برده دار آنها را مخرب کرده‌است. این کشورها حق تصمیم‌گیری در مورد مناسب بودن نهادهای داخلی ما را بر عهده گرفته‌اند. و حق مالکیت تأسیس شده در پانزده ایالت را که توسط قانون اساسی به رسمیت شناخته شده‌است، نفی کرده‌اند. آنها نهاد برده داری را گناهکار دانسته‌اند. آنها اجازه برقراری آشکار جوامعی را در اختیار خود قرار داده‌اند که هدف آنها اخلال در آرامش و تخریب اموال شهروندان سایر کشورها است. آنها هزاران برده ما را تشویق و کمک کرده‌اند تا خانه‌های خود را ترک کنند. و کسانی که باقی مانده‌اند، توسط فرستادگان، کتابها و تصاویر به شورش خشونت‌آمیز تحریک شده‌اند.
سفیدپوستان جنوبی از شورش مردم بردگی می‌ترسیدند. در سال ۱۸۶۰، نیمی از جمعیت کارولینای جنوبی سیاه‌پوست بودند.
پس از جدایی از اتحادیه در دسامبر، شبه نظامیان کارولینای جنوبی قلعه پینکنی و چارلستون آرسنال و ذخایر تسلیحاتی و مهمات آنها را تصرف کردند. در ۹ ژانویه ۱۸۶۱، دانش آموزان سیتادل کشتی تجاری ستاره غرب را که در حال ورود به بندر چارلستون بود، شلیک کردند. غرور محلی باعث می‌شود برخی اینها را اولین عکس‌های جنگ داخلی بدانند. این کشتی توسط دولت بوکان با کمک‌های مردمی و مواد اولیه برای پادگان کوچک فورت سامتر ارسال شده بود. همان‌طور که ایالت‌های جدید کنفدراسیون آمریکا در اواخر زمستان به وجود آمدند، قلعه‌های قدیمی و متروکه در اطراف چارلستون بازسازی شدند تا بر قلعه عظیم، هرچند کامل نشده، تمرکز کنند. درست در زمان افتتاح لینکلن، رئیس جدید کنفدراسیون، جفرسون دیویس، ژنرال بوورگارد لوئیزیانا را به فرماندهی محاصره مجازی قلعه جزیره منصوب کرد. از سوی دولت جدید لینکلن مطلع شد که یک کشتی عرضه‌کننده غذا، بدون غذا و بدون مهمات، باید قلعه را دوباره ذخیره کند، رئیس‌جمهور دیویس، پس از مشورت با کابینه خود، در ۹ آوریل دستور داد تا قبل از تأمین مجدد قلعه، آن را کاهش دهند.
در ۱۲ آوریل، ساعت ۳:۲۰ صبح، پس از آخرین تلاش برای تسلیم پادگان اتحادیه، سرهنگ رابرت چستنات، CSA، سرگرد رابرت اندرسون، ایالات متحده را مطلع کرد که در یک ساعت باتری‌هایی که توسط سرتیپ پیر GT Beauregard فرماندهی می‌شوند، آتش می‌گیرند. به اندرسون، که استاد توپخانه در وست پوینت بود، از پیامدهای این امر آگاه بود، به شدت تحت تأثیر این اعلامیه قرار گرفت. همان‌طور که بارها در چهار سال آینده اتفاق می‌افتد، رهبران درگیر یکدیگر را به خوبی می‌شناختند. بورگارد، در وست پوینت ، دستیار اندرسون بود. پس از بمباران ۳۴ ساعته، سرگرد روبرت اندرسون قلعه را تسلیم کرد.
در طول بسیاری از جنگ، دانشجویانی از سیتادل، مؤسسه نظامی کارولینای جنوبی، همچنان به ارتش کنفدراسیون کمک می‌کردند تا در استخدام سربازان، تولید مهمات، حفاظت از انبارهای اسلحه و محافظت از اسرای اتحادیه کمک کنند.
در ۱۱ دسامبر ۱۸۶۱، آتش‌سوزی گسترده ۱۶۴ هکتار از شهر را سوزاند و کلیسای سنت جان و سنت فینبار، کلیسای جامع دایره ای و سالن مؤسسه کارولینای جنوبی و نزدیک به ۶۰۰ ساختمان دیگر را نابود کرد. بسیاری از آسیب‌ها تا پایان جنگ بدون ترمیم باقی ماند. آموس گادسدن، برده سابق، گفت که این کار توسط یک بالون آغاز شد در حالی که نیروهای اتحادیه و کنفدراسیون در طرف مقابل رودخانه اردو زده بودند.
در ژوئن ۱۸۶۲، یک نبرد کوچک اما مهم در Secessionville، جیمز آیلند امروزی، کارولینای جنوبی، منجر به عقب راندن نیروهای اتحادیه توسط نیروهای بسیار کوچکتر کنفدراسیون شد. این پیروزی باعث ایجاد کودتای تبلیغاتی در شهر شد و آن را از خطر حمله زمینی نجات داد. تا آخرین مرحله جنگ، شهر دوباره در معرض چنین تهدیدی قرار نمی‌گرفت.

## سالهای بعد از جنگ

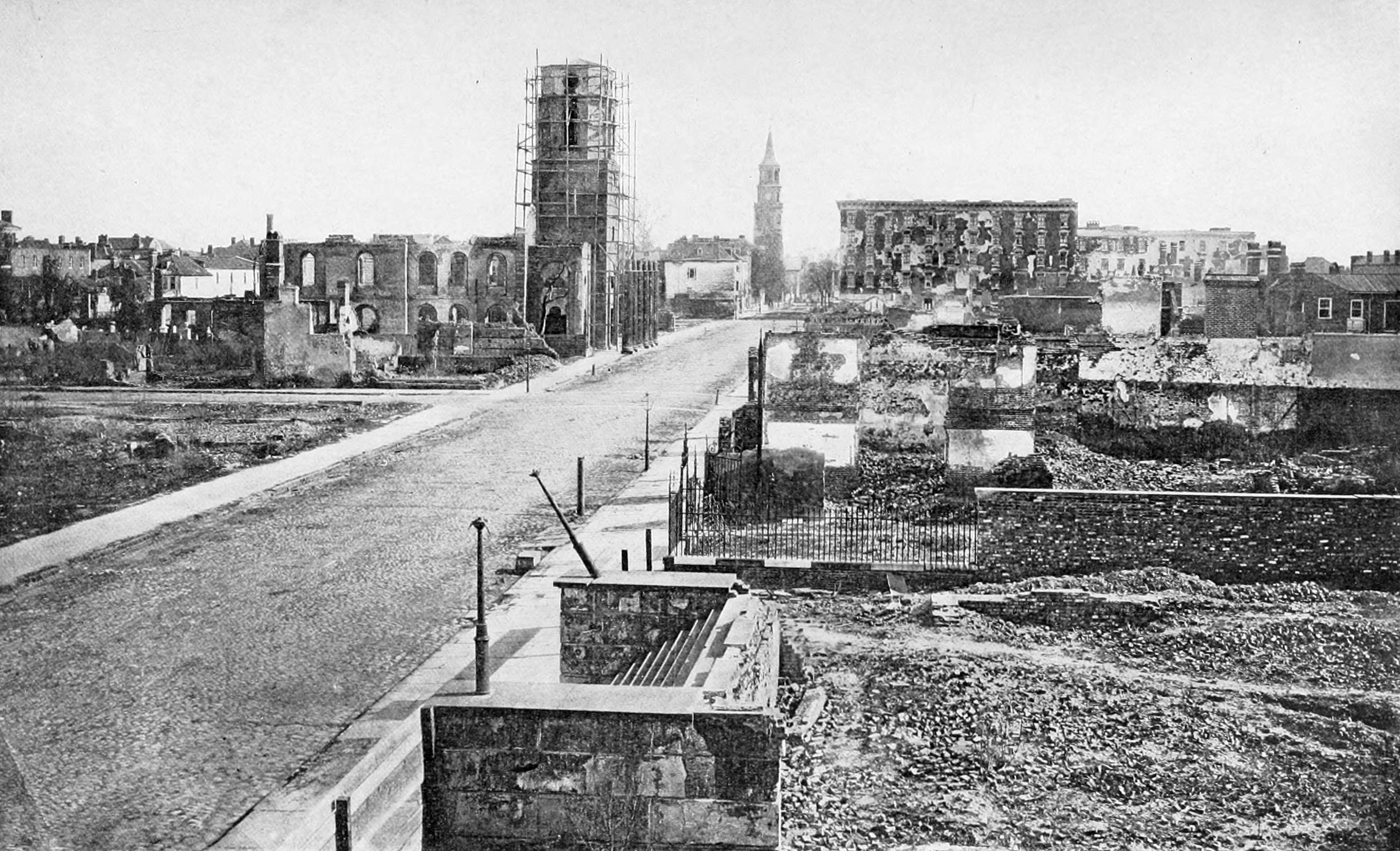
چارلستون در سال ۱۸۶۵ میلادی

از آنجا که بسیاری از شهرهای بندری جنوبی به دلیل محاصره اتحادیه بسته شده بودند، چارلستون به مرکزی مهم برای اجرای محاصره تبدیل شد. تلاش‌های مکرر نیروی دریایی اتحادیه برای به دست آوردن چارلستون و/یا دفاعی آن در خاک بی‌نتیجه ماند، از جمله ناوگان سنگی. این شهر در بیشتر چهار سال جنگ در برابر اشغال نظامی مقاومت کرد.
در سال ۱۸۶۳، اتحادیه یک عملیات تهاجمی علیه دفاع از بندر چارلستون را آغاز کرد، که با درگیری ترکیبی از خشکی شروع شد. با این حال بمباران دریایی نتیجه چندانی نداشت و نیروهای زمینی هرگز به ساحل نرفتند. در تابستان ۱۸۶۳، اتحادیه توجه خود را به باتری واگنر در جزیره موریس معطوف کرد، که از جنوب غربی از ورودی بندر محافظت می‌کرد. در نبردهای اول و دوم فورت واگنر، نیروهای اتحادیه در تلاش ناموفق برای تصرف قلعه متحمل ضررهای زیادی شدند. محاصره با این حال منجر به ترک کنفدراسیون فورت واگنر تا سپتامبر همان سال شد. تلاش برای بازپس‌گیری Fort Sumter توسط یک گروه حمله دریایی نیز به بدی انجام شد، اما Ft. پس از تصرف جزیره موریس، سامتر به تدریج از طریق بمباران باتری‌های ساحلی به خاک تبدیل شد.
با توسعه توپخانه‌های جدیدتر و برد بلندتر، و از آنجا که نیروهای اتحادیه توانستند باتری‌ها را حتی به شهر نزدیک کنند، شهر در معرض بمباران فزاینده ای قرار گرفت. در نوامبر ۱۸۶۳، جفرسون دیویس از شهر دیدن کرد و خاطرنشان کرد که بهتر است شهر به «توده ای ویرانه» تبدیل شود تا تسلیم. بمباران که در اواخر سال ۱۸۶۳ آغاز شد ۵۸۷ روز ادامه و خاموش شد و بسیاری از شهرهایی را که از آتش‌سوزی نجات یافته بودند، نابود کرد. یک سری حملات هماهنگ به شهر در اوایل ژوئیه ۱۸۶۴ انجام شد، از جمله حمله دوزیست به فورت جانسون و حمله به جزیره جانز. این حملات شکست خورد، اما آنها همچنان مدافعان شهر را فرسوده کردند. در نهایت مدافعان مورد ضرب و شتم قرار گرفتند و اتحادیه توانست شهر را تسخیر کند، تنها یک ماه و نیم قبل از پایان جنگ.